# 龍運巴士X41線
龍運巴士X41線是香港新界的一條已取消的巴士路線，由機場博覽館開往愉翠苑。

## 歷史
- 2005年12月24日：開始投入服務[1]，只在機場博覽館舉行大型活動時，於散場後提供服務。
- 2019年4月4日：取消服務，由X40取替服務。

## 車資
空調巴士
- 全程收費：$27.8

不設分段收費及八達通轉乘優惠。

## 行車路線
- 經：航展道、航天城東路、航天城迴旋處、暢連路、機場南交匯處、機場路、北大嶼山公路、青嶼幹線、青衣西北交匯處、青衣北岸公路、青荃路、德士古道、德士古道北、象鼻山路、城門隧道、城門隧道公路、大埔公路、沙田鄉事會路、大埔公路、沙田市中心巴士總站、沙田正街、白鶴汀街、沙田正街、獅子山隧道公路、大涌橋路、小瀝源路、銀城街、插桅杆街及牛皮沙街。

### 車站一覽

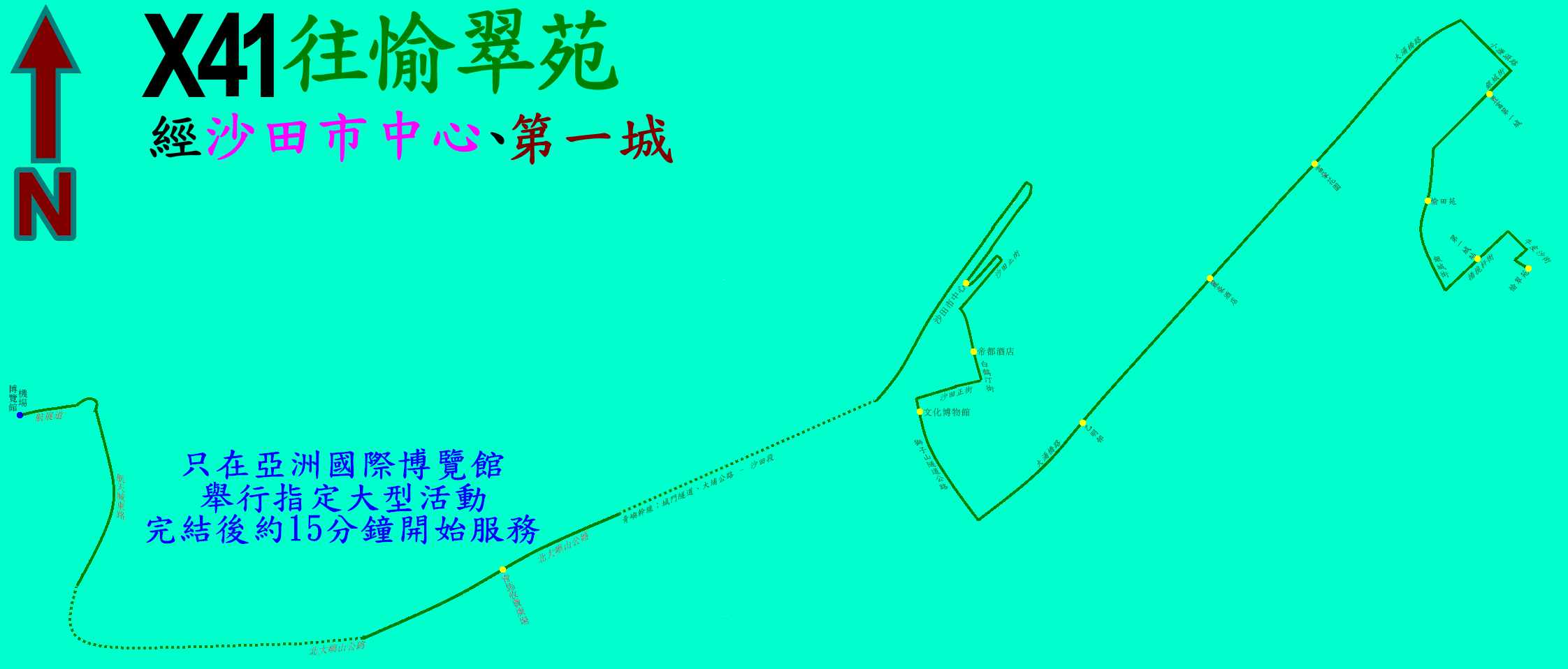
X41線的走線圖

| 愉翠苑方向 | 愉翠苑方向         | 愉翠苑方向             |
| 車站       | 車站名稱           | 位置                   |
| ---------- | ------------------ | ---------------------- |
| 1          | 機場博覽館巴士總站 | 亞洲國際博覽館巴士總站 |
| 2          | 青馬收費廣場       | 北大嶼山公路           |
| 3          | 沙田市中心         | 沙田市中心巴士總站     |
| 4          | 帝都酒店           | 白鶴汀街               |
| 5          | 文化博物館         | 獅子山隧道公路         |
| 6          | 乙明邨             | 大涌橋路               |
| 7          | 麗豪酒店           | 大涌橋路               |
| 8          | 富豪花園           | 大涌橋路               |
| 9          | 第一城中心         | 銀城街                 |
| 10         | 愉田苑             | 銀城街                 |
| 11         | 第一城站           | 插桅杆街               |
| 12         | 愉翠苑巴士總站     | 愉翠苑公共運輸交匯處   |